# Wolfkin
Duoen Wolfkin har base i København og består af Christian "Wolf" Gotfredsen og Lars "I Lommen" Vognstrup.
I begyndelsen af 2006 skrev Wolfkin kontrakt med det efterhånden legendariske pladeselskab Crunchy Frog.
Signingen var genstand for en del medieopmærksomhed, eftersom Crunchy med bands som Raveonettes, Junior Senior og Powersolo for længst har bevist deres sikre sans for at spotte de bedste navne i den danske indie-undergrund.
I starten var Wolfkin omgærdet af en del mystik, idet ingen rigtigt vidste hvad de stod for musikalsk. Det eneste lyd, der var offentligt tilgængeligt, var et par numre på myspace.
Begge musikere var dog mere eller mindre kendte fra andre sammenhænge. Christian Wolf fra bandet Sleeping Agents, Lars "I Lommen" fra Money Your Love og for sin tjans som backing-guitarist for Junior Senior.
De havde boet i samme bofællesskab på Islands Brygge i flere år, og det var her kimen til Wolfkin blev lagt, men på grund af medlemmernes andre projekter, var projektet lang tid undervejs, og sange blev indspillet både på Bryggen og i Mexico, hvor Lars i en periode holdt til.
Musikalsk ligger Wolfkin et sted mellem sleazy country, elektroniske fiksfakserier, æggende loungetoner og selvfølgelig en rocket bund – lidt som hvis Joe Meek havde lavet soundtracket til roadmovie instrueret af David Lynch.
Læg dertil en flabet mandevokal, der småsadistisk leverer tekster i stil med den, der har givet debutalbummet navn: "You got money in your pocket now, blood on your hands, you got semen in those brand new pants". Så har du Wolfkin.

## Diskografi

### Albums
- 2006: Brand New Pants